# Monte Blanco (Teocelo)
Teocelo es una localidad del estado mexicano de Veracruz. Es parte del municipio de Teocelo.

## Demografía
| Gráfica de evolución demográfica |
|                                  |

| Censo | Población |
| ----- | --------- |
| 1900  | 1 477     |
| 1910  | 1 006     |
| 1921  | 775       |
| 1930  | 957       |
| 1940  | 1 164     |
| 1950  | 1 174     |
| 1960  | 1 015     |
| 1970  | 1 176     |
| 1980  | 1 675     |
| 1990  | 1 685     |
| 1995  | 1 710     |
| 2000  | 1 633     |
| 2005  | 1 720     |
| 2010  | 1 708     |
| 2020  | 1 675     |